# FC Kupiškis
FC Kupiškis  is een Litouwse voetbalclub uit de stad Kupiškis.

## Geschiedenis
De club kreeg, nadat het in 2017 op het vierde niveau speelde waar een vijfde plaats in de Utena-poule behaald werd, een licentie voor de 1 Lyga 2018. In mei 2018 werd Leonardo Iparraguirre aangesteld als hoofdtrainer. De club kreeg geen licentie voor het seizoen 2019.

## Seizoen na seizoen
| Seizoen | Niveau | Liga       | Plaats | Webplaats |
| ------- | ------ | ---------- | ------ | --------- |
| 2018.   | 2.     | Pirma lyga | 13.    | [ 4 ]     |
| 2019.   | 2.     | Pirma lyga | 10.    | [ 5 ]     |

## Staf
- Darius Baronas, voorzitter.
- Eduards Štrubo (2019), hoofdtrainer.